# Potomek

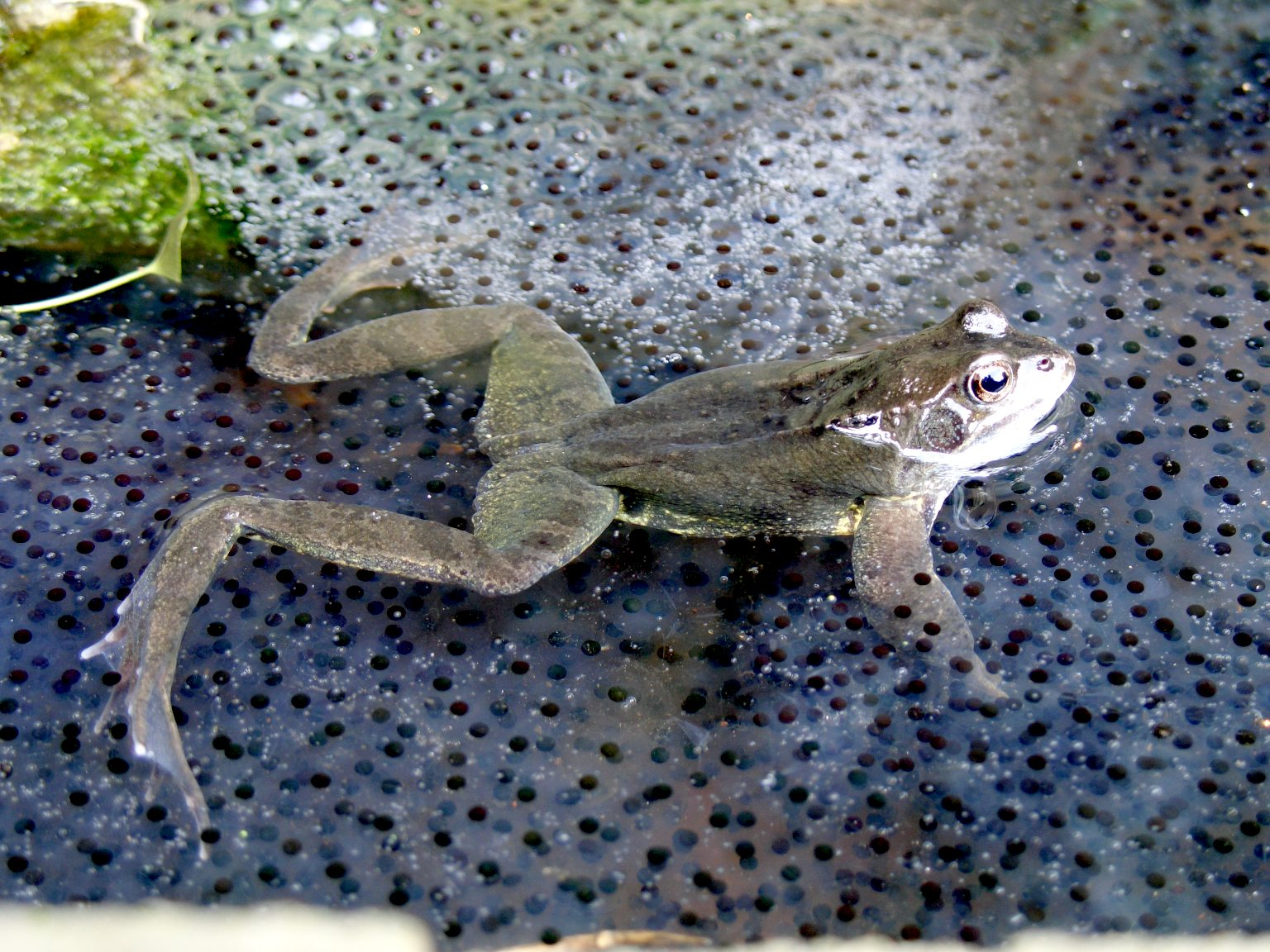
Žába mezi svými nakladenými vajíčky.

Potomek, v ženském rodu potomkyně, je označení příbuzenského vztahu jedince vůči jeho předkovi v přímé pokrevní linii.
V přeneseném významu se může jednat o další generace příslušníků hnutí (např. potomci husitů).

## Související výrazy
Souhrn všech potomků daného jedince se označuje jako jeho potomstvo. Přímý bezprostřední pokrevní potomek se u člověka nazývá dítě, podle jeho pohlaví buď syn, nebo dcera, bezprostřední předek se nazývá rodič (otec nebo matka). Potomky jsou však i potomci potomků, jejich potomci atd. V případě pohlavního rozmnožování jsou biologičtí rodiče dva, při nepohlavním rozmnožování je rodič jen jeden, přičemž v přeneseném smyslu se výraz „rodič“ či pojmy mateřství nebo otcovství někdy užívají i u druhů, kde porod není součástí procesu rozmnožování. V přeneseném významu se obdobná terminologie užívá i například v objektově orientovaném programování, k označení vztahu právnických osob (mateřská a dceřiná společnost) atd.